# Sauveterre-de-Comminges Frontignes XIII
Actualités
Sauveterre-de-Comminges Frontignes XIII est un club de rugby à XIII français, situé à Sauveterre-de-Comminges dans le département de la Haute-Garonne. L'équipe première du club évolue dans le championnat de France de rugby à XIII de troisième division : la Nationale 1
En 2012, le club assure le doublé championnat-coupe de France en Division nationale et accède en Elite 2.
Le club dispose d'une section senior masculine, d'une école de rugby et de différentes équipes « Junior ». La création d'une section féminine, « Les Frelonettes », est envisagée

## Palmarès
- Championnat de France Élite 1 :
  - Vainqueur : Néant
  - Finaliste : Néant

- Coupe de France :
  - Vainqueur : Néant
  - Finaliste : Néant

- Championnat de France DN1:
  - Vainqueur : 1 (2012)
  - Finaliste : 1 (2011)